# Marcos Millape
Marcos Andrés Millape Arismendi (Osorno, X Región de Los Lagos, Chile, 30 de abril de 1976) es un exfutbolista chileno. Jugaba como defensa  o mediocampista. Se trataba de un futbolista polifuncional: comenzó su carrera como delantero, fue reconvertido a mediocampista, desempeñándose igual de bien por los extremos o por el centro defensivo del centro del campo, y en ocasiones fue utilizado como defensa por las bandas. 
Hoy es actual técnico en La Granjita de Purranque "LOS TORITOS DE MILLAPE" 
Hoy es técnico de fútbol del Club José Miguel Carrera de la asociación ANFA Purranque.

## Clubes

### Como jugador
| Club                      | País  | Año       |
| ------------------------- | ----- | --------- |
| Provincial Osorno         | Chile | 1997-2001 |
| Deportes Temuco           | Chile | 2002      |
| Colo-Colo                 | Chile | 2002-2004 |
| Cobreloa                  | Chile | 2005      |
| O'Higgins                 | Chile | 2006      |
| Ñublense                  | Chile | 2007      |
| Universidad de Concepción | Chile | 2008      |
| Provincial Osorno         | Chile | 2008      |
| Rangers                   | Chile | 2009      |
| Deportes Iquique          | Chile | 2010-2011 |
| Provincial Osorno         | Chile | 2012      |

### Como entrenador
| Club                    | País  | Año       |
| ----------------------- | ----- | --------- |
| Deportes Osorno         | Chile | 2013-2017 |
| Deportes Iquique Sub-19 | Chile | 2018-2019 |

## Palmarés

### Campeonatos nacionales
| Título                    | Club             | País  | Año    |
| ------------------------- | ---------------- | ----- | ------ |
| Primera División de Chile | Colo-Colo        | Chile | 2002-C |
| Primera B                 | Deportes Iquique | Chile | 2010   |
| Copa Chile                | Deportes Iquique | Chile | 2010   |

- Datos: Q9028710